# Institut Weizmann de Ciències
L'Institut Weizmann de Ciències (en hebreu: מכון ויצמן למדע), conegut com a Machon Weizmann és una universitat i un institut de recerca en Rehovot, Israel. Es distingeix d'altres universitats israelianes en el sentit que ofereix només estudis de grau i postgrau en les ciències.

## Història
Fundada el 1934 per Chaim Weizmann com a Institut de Recerques Daniel Sieff, es va canviar el seu nom per l'Institut Weizmann de Ciències en honor seu el 2 de novembre de 1949. Abans d'esdevenir President d'Israel, Weizmann va seguir amb la seva recerca en química orgànica en els seus laboratoris. L'Institut Weizmann compta en l'actualitat amb prop de 2.500 estudiants, personal i professors, i amb els graus en matemàtiques, ciències de la computació, física, química, biologia i bioquímica, així com amb diversos programes interdisciplinaris.

## Programes per a la joventut
A més dels seus programes acadèmics, l'Institut Weizmann executa programes per als joves, inclosos els clubs de ciència, campaments i concursos. El Jardí Clore de Ciències (en anglès: Clore Garden of Science), que es va inaugurar el 1999, és el primer museu de ciències totalment interactiu a l'aire lliure.

## Premis
El 1996 i 2002, respectivament, dos investigadors de l'Institut Weizmann - Amir Pnueli i Adi Shamir - van guanyar el Premi Turing. Ada Yonath va guanyar el Premi Wolf de Química el 2006. El 7 d'octubre de 2009, la cristal·lògrafa Ada Yonath, la directora del Centre d'Estructura Biomolecular Helen i Milton A. Kimmelman, va ser guardonada amb el Premi Nobel de Química.

## Professors distingits
- Haim Harari, física teòrica
- Chaim Weizmann, química, primer President d'Israel
- Ephraim Katzir, biofísica, quart President d'Israel
- Mordehai Milgrom, física
- Amir Pnueli, informàtica
- Adi Shamir, criptografia
- Ada Yonath, cristal·lografia
- Raphael Mechoulam, química medicinal

## Presidents
- Chaim Weizmann (1949-1952, 1934-1952)
- Weisgal Meyer (1952-1959)
- Abba Eban (1959-1966)
- Weisgal Meyer (1966-1969)
- Albert Sabin (1969-1972)
- Israel Dostrovsky (1972-1975)
- Michael Sela (1975-1985)
- Aryeh Dvoretzky (1985-1988)
- Haim Harari (1988-2001)
- Ilan Chet (2002-2006)
- Daniel Zajfman (2006-present)[5]